# جيروم وليامز (كرة سلة)
جيروم وليامز (بالإنجليزية: Jerome Williams)‏ مواليد 10 مايو 1973 في واشنطن العاصمة، هو لاعب كرة سلة أمريكي سابق بدأ مسيرته الاحترافية في سنة 1996. يبلغ طوله 6 قدم 9 بوصة (2.1 م). اعتزل اللعب في 2005.

## فرق لعب لها
- ديترويت بيستونز
- تورونتو رابتورز
- شيكاغو بولز
- نيويورك نيكس

## روابط خارجية
- جيروم وليامز على موقع IMDb (الإنجليزية)
- جيروم وليامز على موقع قاعدة بيانات الفيلم (الإنجليزية)
- جيروم وليامز على موقع إن بي أي (الإنجليزية)
- جيروم وليامز على موقع سبورتس رفرنس (الإنجليزية)
- جيروم وليامز على موقع كرة السلة الأوروبية.كوم (الإنجليزية)
- جيروم وليامز على موقع كلية كرة السلة في سبورتس رفرنس.كوم (الإنجليزية)
- جيروم وليامز على موقع ريلجم (الإنجليزية)
- جيروم وليامز على موقع بروبوليرز (الإنجليزية)